# Festival de Eurovisión de Jóvenes Músicos 2008
La XIV edición del Festival de Eurovisión de Jóvenes Músicos se celebró en el Rathausplatz de Viena (Austria)el 9 de mayo de 2008.. La semifinal se celebró entre el domingo 4 de mayo y el lunes 5 de mayo de 2008 en el Theater an der Wien de Viena.
De los 16 países participantes, 7 consiguieron clasificarse para la gran final. Los finalistas estuvieron acompañados por la Vienna Symphonic Orchestra], bajo la dirección de Alexandar Markovic. 
Dionysios Grammenos, el representante de Grecia, se convirtió en el ganador de esta edición con su interpretación del IV Concerto pour Clarinette et Orchestre by Jean Françaix.

## Países Participantes

### Semifinal

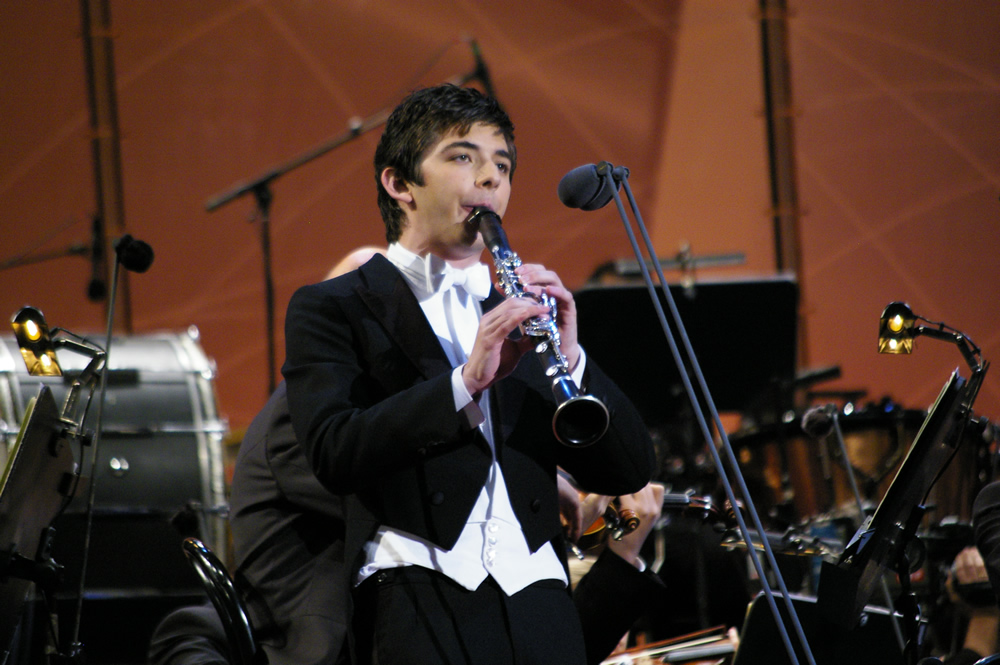
Dionysios Grammenos, ganador de la edición de 2008 representando a Grecia.

| País y TV        | Representante       | Instrumento | Resultado |
| ---------------- | ------------------- | ----------- | --------- |
| Austria ORF      | Sol Daniel Kim      | Violonchelo | Eliminado |
| Alemania WDR     | Kathy Kang          | Violín      | Eliminado |
| Chipre CyBC      | Orfeas Hiratos      | Clarinete   | Eliminado |
| Croacia HRT      | Marin Maras         | Violín      | Eliminado |
| Eslovenia RTVSLO | Jan Gricar          | Saxofón     | Finalista |
| Finlandia YLE    | Roope Gröndahl      | Piano       | Finalista |
| Grecia ERT       | Dionysios Grammenos | Clarinete   | Finalista |
| Noruega NRK      | Eldbjørg Hemsing    | Violín      | Finalista |
| Países Bajos NPS | Steven Bourne       | Violonchelo | Finalista |
| Polonia TVP      | Marta Kowalczyk     | Violín      | Eliminado |
| Reino Unido BBC  | Philip Achille      | Armónica    | Finalista |
| Rumanía TVR      | Stefan Besan        | Violín      | Eliminado |
| Rusia KTVC       | Anastasia Kobekina  | Violonchelo | Finalista |
| Serbia RTS       | Mina Zakic          | Violonchelo | Eliminado |
| Suecia SVT       | Maria Verbaite      | Piano       | Eliminado |
| Ucrania NTU      | Anna Fedorova       | Piano       | Eliminado |

### Final
| Posición | País y TV        | Representante       | Instrumento |
| -------- | ---------------- | ------------------- | ----------- |
| 1        | Grecia ERT       | Dionysios Grammenos | Clarinete   |
| 2        | Finlandia YLE    | Roope Gröndahl      | Piano       |
| 3        | Noruega NRK      | Eldbjørg Hemsing    | Violín      |
| -        | Países Bajos NPS | Steven Bourne       | Violonchelo |
| -        | Rusia KTVC       | Anastasia Kobekina  | Violonchelo |
| -        | Eslovenia RTVSLO | Jan Gricar          | Saxofón     |
| -        | Reino Unido BBC  | Philip Achille      | Armónica    |

## Predecesor y sucesor
| Predecesor: Viena 2006 | Festival de Eurovisión de Jóvenes Músicos Viena 2008 | Sucesor: Viena 2010 |